# 토머스 캘러브로
토머스 캘러브로(Thomas Calabro, 1959년 2월 3일 ~ )는 미국의 배우이다.

## 출연 작품
- 데빌 인사이드 (2012)
- 엘레: 현대의 신데렐라 이야기 (2010)
- 칠 (2007)
- 그릭 1 (2007)
- 케이크: 어 웨딩 스토리 (2007)
- 아이스 스파이더 (2007)
- 아라크네의 비밀 2 (2000)
- 슬리프, 베이비, 슬리프 (1995)
- 패밀리 (1991)
- 레이디킬러 (1988)
- 익스터미네이터 2 (1984)